# Бронг-Ахафо
Бронг-Агафо (англ. Brong-Ahafo) — колишній регіон у центрі Гани. 13 лютого 2019 року з регіону було виділено регіони Агафо та Боно-Іст, решта території утворила новий регіон Боно.

## Географія
Межує на півночі з річкою Чорна Вольта, на сході – з озером Вольта, на півдні – з регіонами Ашанті, Східною та Західною, та на заході – з Кот д'Івуаром. Столиця дистрикту — місто Суньяні.  
Центральна частина регіону горбиста, північна частина (у районі річки Чорна Вольта) та західна частина регіону, що належить до гідрографічного басейну водосховища Вольта, є рівнинними. 

## Клімат
Клімат регіону Бронг-Агафо тропічний. 
| Кліматограма регіону Бронг-Агафо | Кліматограма регіону Бронг-Агафо | Кліматограма регіону Бронг-Агафо | Кліматограма регіону Бронг-Агафо | Кліматограма регіону Бронг-Агафо | Кліматограма регіону Бронг-Агафо | Кліматограма регіону Бронг-Агафо | Кліматограма регіону Бронг-Агафо | Кліматограма регіону Бронг-Агафо | Кліматограма регіону Бронг-Агафо | Кліматограма регіону Бронг-Агафо | Кліматограма регіону Бронг-Агафо |
| --- | -------------------------------- | -------------------------------- | -------------------------------- | -------------------------------- | -------------------------------- | -------------------------------- | -------------------------------- | -------------------------------- | -------------------------------- | -------------------------------- | -------------------------------- |
| С | Л                                | Б                                | К                                | Т                                | Ч                                | Л                                | С                                | В                                | Ж                                | Л                                | Г                                |
| 17 34 22 | 40 35 24                         | 86 34 24                         | 106 33 23                        | 107 31 23                        | 111 29 22                        | 94 28 22                         | 102 28 22                        | 143 29 22                        | 125 30 23                        | 64 30 23                         | 21 32 22                         |
| Середня макс. і мін. температури повітря (°C) Атмосферні опади (мм), за рік : 1016 мм. Джерело: Бронг-Агафо на сайті «Climate-Data.org» (англ.) |                                  |                                  |                                  |                                  |                                  |                                  |                                  |                                  |                                  |                                  |                                  |

## Демографія
За даними перепису населення 2010 року, в регіоні Бронг-Агафо мешкає понад 2,3 мільйона осіб, що у чотири рази більше порівняно з переписом 1960 року. Відповідно до перепису 2010 року близько 40% населення регіону було у віці 14 років та молодше, а 6% — шістдесят років і старше.
| Рік перепису | Чисельність | Щільність | Урбанізація (у %) |
| ------------ | ----------- | --------- | ----------------- |
| 1960         | 587.920     | 14,8      | 16%               |
| 1970         | 766.509     | 19,4      | 22%               |
| 1984         | 1.206.608   | 30,5      | 27%               |
| 2000         | 1.820.806   | 45,9      | 37%               |
| 2010         | 2.310.983   | 58,4      | 45%               |

## Релігія
Більшість мешканців регіону Бронг-Агафо християни (73%). Трохи менше чверті населення належить до харизматичного руху або до п'ятидесятництва (25%). [3] Кожен п’ятий мешканець регіону є римо-католиком (20%). Крім того, близько 18% населення є протестантами, 17% — мусульманами, і близько 10% належать до інших християнських деномінацій. Менше 3% дотримуються традиційних релігій, ще 7% населення є атеїстами.

## Дистрикти
Регіон Бронг Агафо був створений у квітні 1959 року на базі штату Боно . До його складу входить 27 дистриктів. Вони складаються з 8 муніципальних та 19 звичайних дистриктів, а саме

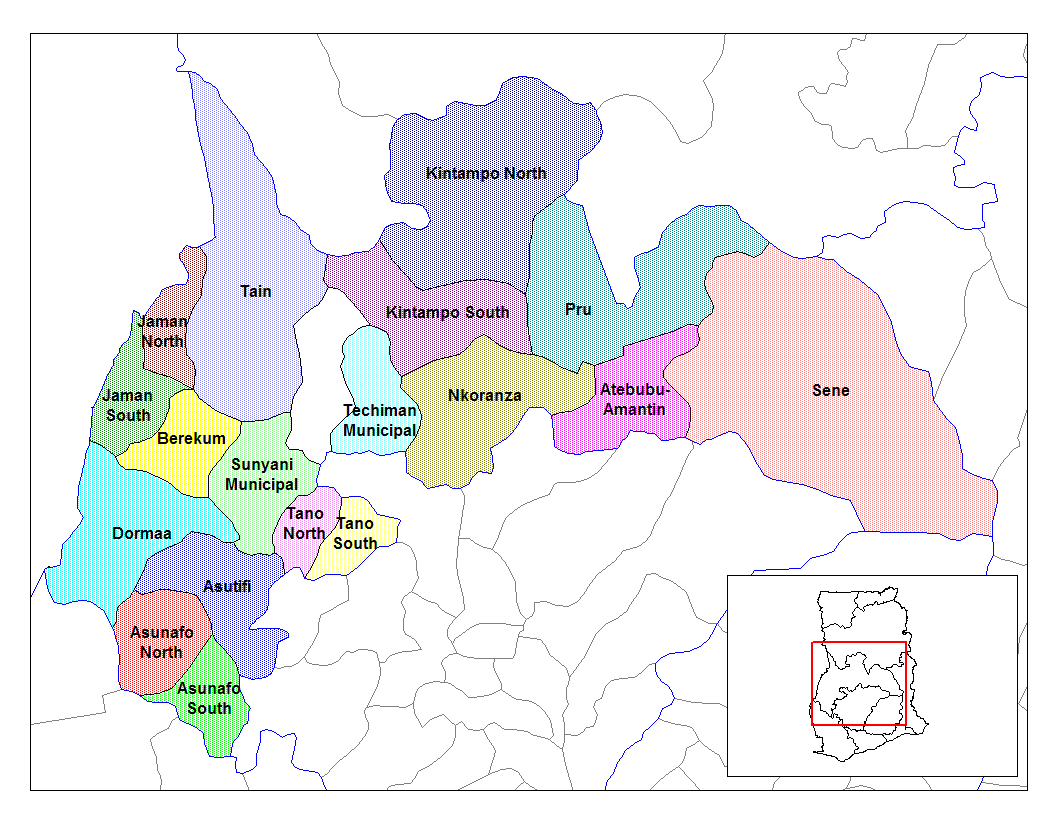

:
| Дистрикти Бронг-Агафо | Дистрикти Бронг-Агафо | Дистрикти Бронг-Агафо |
| #                     | Дистрикт              | Населення             |
| --------------------- | --------------------- | --------------------- |
| 1                     | Північний Асунафо     |                       |
| 2                     | Південний Асунафо     |                       |
| 3                     | Асутіфі               |                       |
| 4                     | Атебубу-Амантін       |                       |
| 5                     | Берекум               |                       |
| 6                     | Дормаа                |                       |
| 7                     | Північний Джаман      |                       |
| 8                     | Південний Джаман      |                       |
| 9                     | Північний Кінтампо    |                       |
| 10                    | Південний Кінтампо    |                       |
| 11                    | Нкоранза              |                       |
| 12                    | Пру                   |                       |
| 13                    | Сене                  |                       |
| 14                    | Суньяні               |                       |
| 15                    | Таїн                  |                       |
| 16                    | Північний Тано        |                       |
| 17                    | Південний Тано        |                       |
| 18                    | Текіман               |                       |
| 19                    | Венкі                 |                       |
| Разом                 | Разом                 | 2 310 983             |

## Відомі уродженці
| Відомі уродженці Бронг-Агафо | Відомі уродженці Бронг-Агафо | Відомі уродженці Бронг-Агафо |
| #                            | Особа                        | Населений пункт              |
| ---------------------------- | ---------------------------- | ---------------------------- |
| 1                            | Кевін-Прінс Боатенг          | Суньяні                      |
| 2                            | Асамоа Г'ян                  | Суньяні                      |
| 3                            | Джеймс Квесі Аппіа           | Суньяні                      |
| 4                            | Афрійє Аква                  | Суньяні                      |
| 5                            | Еммануель Аг'єманг-Баду      | Берекум                      |
| 6                            | Джон Пейнтсіл                | Берекум                      |
| 7                            | Квадво Афарі-Г'ян            | Берекум                      |
| 8                            | Кофі Бусіа                   | Венкі                        |